# Radiorama
Radiorama war ein italienisches Musikprojekt, das in den 1980er Jahren durch einige Italo-Disco-Hits bekannt wurde. Später ist die Musik Radioramas dem Eurodance zuzuordnen.

## Bandgeschichte
Radiorama bestand aus dem Sänger und Produzenten Mauro Farina, Giuliano Crivellente, Simona Zanini (Sängerin) und Aldo Martinelli. Der Gastsänger Hank Shostak ist auf dem ersten Titel Chance to Desire zu hören.
Viele Titel erreichten die Charts in Europa. In der Schweiz konnte das Projekt mit Vampires, Aliens und Yeti drei Singles in den Top 10 platzieren, drei Alben erreichten die Album-Top-30. In Deutschland war Radiorama weniger erfolgreich. Einzig die Single Aliens platzierte sich in den deutschen Charts.
1987 erschien bereits das zweite Album: The Second Album. Der Titel ABCD vom dritten Album The Legend war im Sommer 1988 in Italien und Spanien ein großer Hit.

## Diskografie

### Alben
| Jahr | Titel                | Höchstplatzierung, Gesamtwochen, AuszeichnungChartplatzierungen (Jahr, Titel, Platzierungen, Wochen, Auszeichnungen, Anmerkungen) | Höchstplatzierung, Gesamtwochen, AuszeichnungChartplatzierungen (Jahr, Titel, Platzierungen, Wochen, Auszeichnungen, Anmerkungen) | Höchstplatzierung, Gesamtwochen, AuszeichnungChartplatzierungen (Jahr, Titel, Platzierungen, Wochen, Auszeichnungen, Anmerkungen) | Anmerkungen                               |
| Jahr | Titel                | DE | AT | CH | Anmerkungen                               |
| ---- | -------------------- | --- | --- | --- | ----------------------------------------- |
| 1986 | Desires and Vampires | — | — | CH12 (9 Wo.)CH | Produzenten: Marco Bresciani, Paolo Gemma |
| 1987 | The Second Album     | — | AT17 (6 Wo.)AT | CH17 (10 Wo.)CH | Produzenten: Marco Bresciani, Paolo Gemma |
| 1988 | The Legend           | — | — | CH30 (2 Wo.)CH | Produzenten: Marco Bresciani, Paolo Gemma |

Weitere Alben
- 1989: 4 Years After
- 1990: The Fifth
- 1999: The World of Radiorama
- 2002: Yesterday Today Tomorrow

### Kompilationen
- 1989: The Best of Radiorama
- 1994: The Best of Radiorama
- 1996: Golden Hits
- 1998: Best of Radiorama
- 2015: Greatest Hits & Remixes (2 CDs)

### Singles
| Jahr | Titel Album                           | Höchstplatzierung, Gesamtwochen, AuszeichnungChartplatzierungen (Jahr, Titel, Album, Platzierungen, Wochen, Auszeichnungen, Anmerkungen) | Höchstplatzierung, Gesamtwochen, AuszeichnungChartplatzierungen (Jahr, Titel, Album, Platzierungen, Wochen, Auszeichnungen, Anmerkungen) | Höchstplatzierung, Gesamtwochen, AuszeichnungChartplatzierungen (Jahr, Titel, Album, Platzierungen, Wochen, Auszeichnungen, Anmerkungen) | Anmerkungen                                                                      |
| Jahr | Titel Album                           | DE | AT | CH | Anmerkungen                                                                      |
| ---- | ------------------------------------- | --- | --- | --- | -------------------------------------------------------------------------------- |
| 1985 | Chance to Desire Desires and Vampires | — | — | CH18 (7 Wo.)CH | Autoren: Aldo Martinelli, Simona Zanini, Turkestan                               |
| 1986 | Desire Desires and Vampires           | — | — | CH17 (6 Wo.)CH | Autoren: Giuliano Crivellente, Mauro Farina, Simona Zanini                       |
| 1986 | Vampires Desires and Vampires         | — | — | CH5 (10 Wo.)CH | Autoren: Giuliano Crivellente, Mauro Farina Gesang: Elena Ferretti, Mauro Farina |
| 1987 | Aliens The 2nd Album                  | DE25 (9 Wo.)DE | — | CH5 (7 Wo.)CH | Autoren: Giuliano Crivellente, Mauro Farina                                      |
| 1987 | Yeti The 2nd Album                    | — | — | CH6 (9 Wo.)CH | Autoren: Giuliano Crivellente, Mauro Farina                                      |
| 1988 | Fire The Legend                       | — | — | CH16 (6 Wo.)CH | Autoren: Giuliano Crivellente, Mauro Farina                                      |
| 1988 | ABCD The Legend                       | — | — | CH19 (2 Wo.)CH | Autoren: Giuliano Crivellente, Mauro Farina                                      |

Weitere Singles
| - 1986: Hey Hey - 1987: So I Know - 1987: The Radiorama Mega Mix - 1987: The Greatest Multimix of Radiorama - 1988: Sing the Beatles (Medley of the Beatles Songs) - 1988: Medley - 1988: Bad Girls (Night Mix) - 1989: Bad Boy You - 1989: Daddy Daddy - 1989: Baciami (Kiss Me) - 1989: Hit Medley - 1989: Megamix - 1990: One Two Three (mit Max Coveri) - 1990: Why Baby Why - 1990: 3, 4 Gimme More - 1990: In Zaire (Remix ’90) - 1991: Come Back My Lover - 1992: All Night Long (Radiorama feat. MC Ya) | - 1992: Sugar Sugar Love - 1993: Aliens 2 (The Nightmare) - 1994: Your Love - 1995: It’s a Lonely Wait - 1995: Let Me Be - 1995: Little Bird - 1996: Like an Angel - 1996: Touch Me Now - 1997: Di-Da-Di - 1997: Cause the Night - 1998: Beautiful Man - 1998: Give Me the Night - 1998: Aliens 2000 - 1999: Ninna Ninna Oh - 1999: More Time - 1999: Nothing Can Keep Me from You (Axel Force meets Radiorama) - 2000: Total Eclypse of the Heart (Factory Team Mix) |